# Anaïs Lapoutge
Anaïs Lapoutge, née le 7 juillet 1993, est une joueuse de pétanque française. 

## Biographie
Elle est droitière et se positionne en milieu.

## Clubs
- ?-? : Tarbes Courte Boule (Hautes-Pyrénées)
- ?-? : Sarsan Lourdes (Hautes-Pyrénées)
- ?-? : Saint-Martory (Haute-Garonne)
- ?-? : AB Beaurepaire Saint-Maur (Val-de-Marne)
- ?-? : Palavas-les-Flots (Hérault)
- ?-? : Cazères Pétanque Club (Haute-Garonne)

## Palmarès
Palmarès,, :

### Jeunes

#### Championnats d'Europe
Championne d'Europe
- Triplette espoirs 2013 (avec Audrey Bandiera, Anna Maillard et Morgane Bacon) :  Équipe de France
- Triplette espoirs 2015 (avec Audrey Bandiera, Cindy Peyrot et Alison Rodriguez) :  Équipe de France

### Séniors

#### Coupe des Confédérations
Vainqueur
- Triplette 2014 (avec Audrey Bandiera, Sandrine Herlem et Ludivine d'Isidoro) :  Équipe de France

#### Championnats de France
Championne de France
- Triplette 2011 (avec Nelly Peyré et Pascale Pontac)
- Doublette 2012 (avec Nelly Peyré)

#### Championnats de Francedes clubs
Vainqueur
- 2017

#### Millau

##### Mondial à pétanque de Millau (2003-2015)
Finaliste
- Triplette 2012 (avec Nelly Peyré et Pascale Pontac)
- Doublette 2012 (avec Nelly Peyré)